# Æthelbald
|  | Per a altres significats, vegeu «Æthelbald de Wessex». |

Æthelbald (també escrit Ethelbald o Aethelbald) va ser rei de Mèrcia del 716 fins a l'any del seu assassinat el 757. Era fill d'Alweo i, per tant net d'Eowa, que va ser germà del rei Penda. Æthelbald va arribar al tron nomenat pel seu cosí el rei Ceolred, que uns anys abans l'havia enviat a l'exili. Durant el seu llarg regnat, Mèrcia va esdevenir el país dominant entre els anglosaxons i va recuperar la posició de preeminència que va tenir durant l'època de Penda i Wulfhere.

## Primers anys i ascensió al tron
Æthelbald descendia de la família reial dels Iclingues, encara que el seu pare, Alweo, mai va ser rei. El pare d'Alweo era Eowa, que potser va compartir el tron durant un temps amb el seu germà Penda. La Crònica anglosaxona no esmenta Eowa, però hi ha dos textos que sí que ho fan: la Historia Brittonum i l'Annales Cambriae. D'Alweo no se sap gaire, només és esmentat com a testimoni en dues cartes de donacions. L'altra persona de la seva família que es coneix és Heardberht, un comte (earldorman) germà seu.
El rei Ceolred, net de Penda, va enviar Æthelbald a l'exili per causes desconegudes. Guthlac, un noble que va renunciar a la violència per fer-se monjo a Repton i després eremita als aiguamolls d'Ànglia de l'Est, va acollir Æthelbald durant el seu exili. Potser a Guthlac no li agradava Ceolred per l'opressió que va causar als monestirs. Un altre que va visitar l'eremita va ser el bisbe de Lichfield, Haedde, el qual podria haver influït després en el rei Ceolred per fer tornar Æthelbald de l'exili. Quan Guthlac va morir, Æthelbald va tenir un somni en què l'eremita li profetitzava un gran futur. Quan més tard Æthelbald va ser rei va fer construir una església en honor de Guthlac.
Ceolred va morir d'un atac de bogeria durant un banquet l'any 716. Uns missatgers van anar a buscar Æthelbald per comunicar-li que havia de ser el successor i és possible que mentrestant assumís el govern Ceolwald, germà del difunt.

## L'hegemonia de Mèrcia
El regnat d'Æthelbald's va marcar un ressorgiment del poder de Mèrcia, que duraria fins a final del segle viii. Amb l'excepció del breu regnat de Beornrad, que va succeir Æthelbald per menys d'un any, Mèrcia va estar governada durant vuitanta anys per dos dels reis anglosaxons més poderosos: Æthelbald i Offa. Aquests regnats llargs resulten xocants comparats amb la durada dels que tenien els països veïns, per exemple, a Northúmbria durant el mateix període van haver onze reis i la majoria d'ells van tenir una mort violenta.
Arribat el 731, Æthelbald tenia tot el territori de l'actual Anglaterra situat al sud de l'Humber, sota el seu control com a senyor suprem per damunt dels altres reis, cosa que se sap pels pocs documents de donacions que han sobreviscut en els quals els altres signaven com a subregulus.
Del que hi ha més informació és sobre la progressiva influència que Æthelbald va anar guanyant sobre els regnes del sud: Wessex i Kent. A començaments del regnat d'Æthelbald, Kent i Wessex eren països governats per reis poderosos, Wihtred i Ine respectivament, però Wihtred de Kent va morir el 725, i Ine de Wessex va abdicar el 726 per anar de pelegrí a Roma. Segons la Crònica anglosaxona, el successor d'Ine, Aethelheard, es va enfrontar aquell any amb un comte anomenat Oswald, que era descendent d'un antic rei de Wessex. Aethelheard en va sortir vencedor, però per conservar el tron es va veure sotmès a l'autoritat de Mèrcia. Es dedueix d'aquests fets que Æthelbald va ajudar a establir Aethelheard com a rei i també el seu germà Cuthred, que el va succeir el 739. També hi ha proves que demostren que Sussex va trencar la relació de submissió amb Wessex des de la dècada del 720, fet que pot tenir a veure amb la creixent hegemonia d'Æthelbald en aquesta àrea, tot i que una altra explicació seria que fos Kent qui feia moviments per afeblir Wessex.
Pel que fa a Kent, hi ha cartes de donació que demostren que Æthelbald patrocinava esglésies en aquell territori, però en cap es mostra que els reis de Kent precisessin el consentiment d'Æthelbald per a fer donació de terres a ordes religioses. Podria ser que si van haver cartes de donacions en què els reis de Kent signessin com a subregulus no hagin sobreviscut o que Æthelbald no va exercir mai com a senyor superior als de Kent i que amb les donacions fora del seu país només pretenia guanyar-se el favor de l'Església.
Sobre Essex en aquesta època se'n sap poc, llevat del fet que Londres era una ciutat més unida a Mèrcia que a Essex. Tres predecessors d'Æthelbald —Æthelred, Coenred i Ceolred— van fer donació de Twickenham a Waldhere, bisbe de Londres. Pel que se'n desprèn d'alguns documents oficials a partir d'Æthelbald el control sobre Londres ja era un fet.
Pel que fa a Sussex no s'ha conservat cap document oficial que demostri la submissió a Mèrcia, llevat del que diu Beda quan, a continuació de la llista de bisbes dels territoris del sud de l'any 731, afegeix com a resum del context sociopolític «totes aquestes províncies, juntament amb les altres al sud del riu Humber i els seus reis, estan subjectes a Æthelbald, rei de Mèrcia».
Malgrat tot, Æthelbald va haver d'anar a la guerra per mantenir el seu domini (bretwalda). El 733 Æthelbald va fer una expedició militar contra Wessex i va capturar la hisenda reial de Somerton. La Crònica anglosaxona també diu que quan Cuthred de Wessex va succeir Aethelheard l'any 740, «va gosar fer la guerra contra Æthelbald, rei de Mèrcia». Tres anys després Cuthred i Æthelbald es van unir per lluitar contra els gal·lesos i això podria ser un indicador que Cuthred estava obligat a anar a la guerra quan el rei de Mèrcia li ho demanés igual com van fer alguns reis anteriors assistint a Penda i Wulfhere en qüestions militars. El 752, Æthelbald i Cuthred es van tornar a enfrontar com a enemics i segons diu el manuscrit «Cuthred va fer-lo [Æthelbald] fugir» a Burford. Sembla que, en l'època de la seva mort, Æthelbald havia recuperar el domini sobre els saxons de l'oest, ja que Cynewulf de Wessex consta, en un document del 757, com a testimoni subregulus sota Æthelbald.
El 740, va esclatar la guerra entre els pictes i els northumbris. Æthelbald, que potser era un aliat d'Óengus, el rei dels pictes, es va aprofitar de la situació i, mentre Eadberht, rei de Northúmbira, estava enfeinat amb la guerra, va assolar les seves terres i potser també va incendiar York.

## Relació amb l'Església
El missioner anglosaxó Winfrid, va escriure una carta a Æthelbald, signada també per set bisbes, en la qual li retreia els seus pecats: quedar-se la recaptació de les esglésies, no respectar els privilegis concedits a les ordes religioses, forçar el clergat a fer altres feines i fornicar amb monges; finalment li pregava que abandonés aquesta vida de vicis i es casés.
Winfrid va enviar primer la carta a Ecgberht, l'arquebisbe de York, demanant-li que fes les correccions oportunes de forma o de contingut; i aquest va demanar a Herefrith, un sacerdot als consells del qual el rei havia parat atenció en el passat, que se la llegís en persona i li fes aclariments si calia. Æthelbald va donar almoines en penitència però, malgrat tot, la seva reputació no va millorar. En una llista del segle ix, de donacions a l'abadia de Gloucester es diu que el rei Æthelbald havia «apunyalat o ferit» mortalment el parent d'una abadessa de Mèrcia.
Æthelbald potser va donar, directament o indirecta, el títol d'arquebisbes de Canterbury a: Tatwine, Nothelm i Cuthbert, aquest darrer probablement l'antic bisbe de Hereford; i encara que Winfrid només li dediqués dures crítiques, hi ha proves d'un positiu interès d'Æthelbald pels assumptes eclesiàstics. Per una carta de Winfrid a Cuthbert, arquebisbe de Canterbury, es coneix que van haver molts sínodes en terres del francs. Winfrid va enviar una carta a Cuthbert suggerint-li que ell també n'hauria de convocar un al territori dels anglosaxons. L'arquebisbe el va convocar a Clovesho (un lloc actualment sense identificar); Æthelbald hi va assistir, el tema va ser les relacions entre l'Església i el món secular i va condemnar molts excessos comesos per part del clergat. El concili va decidir limitar les relacions entre els monjos i els laics fer com a norma que les activitats seculars estiguessin prohibides als monjos, també es va prohibir cantar cançons seculars dins les esglésies.
Dos anys després, el 749, en el sínode de Gumley, Æthelbald va alliberar les terres eclesiàstiques de tota obligació llevat del requeriment de construir fortificacions i ponts, com a part de la trinoda necessitas que era obligació de tot ciutadà. El document que feia aquest manament només estava signat, com a testimonis, pels bisbes de Mèrcian i és possible que no tingués efectes fora del país, però també és possible que formés part essencial d'un programa de reformes inspirat per Winfrid i instigat a Clovesho.

## Mort

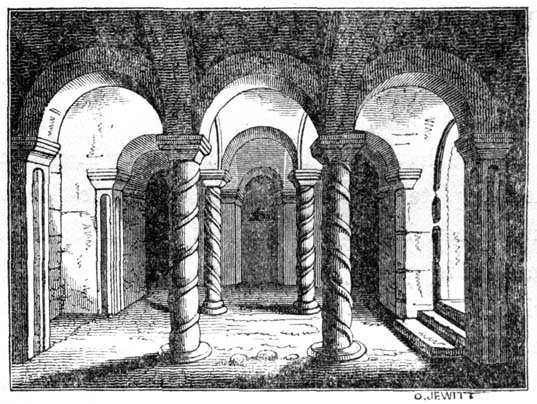
Dibuix de la cripta del monestir de Repton, on va ser enterrat Æthelbald.

L'any 757, Æthelbald va ser assassinat a Seckington (Warwickshire), a prop de la finca reial de Tamworth, traït pels seus guàrdies personals durant la nit. Es desconeix el motiu. Va ser succeït breument per Beornred. Æthelbald va ser sepultat a Repton i un contemporani diu que va tenir una visió d'ell als inferns, cosa que vol dir que el rei no es va poder desfer de la seva mala reputació.
En un fragment d'una creu de pedra que hi ha al monestir de Repton hi ha una imatge esculpida d'un home muntat a cavall, la qual podria ser una representació d'Æthelbald. La figura porta cota de malla i escut, mentre alça una espasa amb l'altra mà; al cap porta una cinta o corona. En cas de ser efectivament Æthelbald, seria el primer retrat d'un monarca anglosaxó.

## La llegenda d'Alfred III de Mèrcia
Segons una narració que va trobar l'historiador del segle xvi John Leland, en un llibre que tenien els comtes de Rutland al seu castell de Belvoir, hi va haver una vegada un rei anomenat Alfred III de Mèrcia, que va regnar en la dècada del 730. Encara que mai hi ha hagut un rei de Mèrcia dit Alfred, i encara menys el tercer, en cas que aquesta narració tingui alguna base històrica (cosa que el mateix Leland dubtava) es podria tractar d'Æthelbald. Segons la llegenda, Alfred III va visitar una vegada un tal William d'Albanac, avantpassat dels comtes de Rutland, en el castell que tenien a prop de Grantham, i es va encapritxar de les tres belles filles del comte. el rei volia prendre'n una com a amistançada, però William va amenaçar amb matar la noia abans de veure-la deshonrada, a la qual cosa Alfred «va respondre que tenia intenció de prendre'n una com a esposa i va escollir Etheldrede, que tenia bons pits, i amb ella va tenir un fill anomenat Alurede, que es va guanyar el primer lloc entre els monarques saxons». El duc de Rutland va encarregar el 1778 un quadre que representés aquesta llegenda, però es va destruir en un incendi el 1816.